# Dominicaines de la Trinité
Les Dominicaines de la Trinité forment une congrégation religieuse féminine enseignante et hospitalière de droit pontifical née de la fusion en 1967 des Dominicaines de l'Enfant-Jésus et des Dominicaines du Rosaire.

## Histoire
En 1878, Philomène Labrecque (1852-1920) entre comme tertiaire dominicaine chez les Sœurs du Bon Pasteur de Québec. En 1886, elle est chargée, avec six compagnes, du service domestique au séminaire de Québec mais l'année suivante, le Bon-Pasteur refuse de renouveler le service conclu avec le séminaire. Sœur Philomène fonde alors les dominicaines de l’Enfant-Jésus, le 16 septembre 1887, pour le service du séminaire et prononce ses premiers vœux le 15 août 1888 avec 13 compagnes. La communauté est approuvée comme congrégation religieuse de droit diocésain le 30 août 1887 et agrégée à l'Ordre des Prêcheurs le 2 octobre 1888.
En 1902, des sœurs partent au séminaire de Trois-Rivières où elles se constituent en congrégation indépendante sous le nom de Dominicaines du Rosaire. En 1914, les Dominicaines de l'Enfant-Jésus déménagent leur maison mère à Sillery et ouvrent un hospice pour les prêtres malades et âgés ; les laïcs sont également admis en 1919. En 1923, elles prennent en charge l'Hôpital de l'Enfant-Jésus pour enfants à Québec, auquel elles ajoutent une école d'infirmières. Elles travaillent aussi dans les hôpitaux de Matane (1935) et Chibougamau (1963).
Le 2 juin 1954, les deux congrégations de l'Enfant Jésus et du Rosaire reçoivent le décret de louange du pape Pie XII. Par décret de la congrégation des religieux du 18 janvier 1967, les deux instituts sont unis sous le nom de dominicaines de la Trinité. Le 17 février de la même année, elles sont de nouveau affiliées à l'Ordre des Prêcheurs.

## Activités et diffusion
Les sœurs se consacrent à l'enseignement dans les écoles et les universités, au soin des malades, et au service domestique dans les séminaires.
Elles sont présentes en:
- Amérique : Canada, Pérou.
- Afrique : Burundi, Rwanda.
- Asie : Philippines.

La maison-mère est à Montréal.
En 2017, la congrégation comptait 147 sœurs dans 22 maisons.